# Canal 24 Horas
O Canal 24 Horas da TVE é um canal de notícias (em castelhano) pertence à rede de televisão estatal da televisão publica de Espanha.

## Canais da TVE

### Televisão aberta
- La 1
- La 2
- Clan
- Teledeporte

### Televisão paga
- TVE Internacional
- Star TVE HD

## Páginas externas
- Página oficial da TVE